# Eduardo Dibós Chappuis
Eduardo Dibós Chappuis (* 22. Juni 1927 in Lima; † 15. Oktober 1973 in München) war ein peruanischer Politiker und Rennfahrer.

## Karriere
Von 1970 bis zu seinem Tod 1973 war er Bürgermeister von Lima. Sein Vater Eduardo Dibós Dammert hatte dieses Amt einige Jahre zuvor ebenfalls inne, sein Halbbruder Iván Dibós war in den 1990ern stellvertretender Bürgermeister der Stadt.
Er studierte Maschinenbau am Massachusetts Institute of Technology. Besonders in den 1960er Jahren war er im Motorsport aktiv und nahm unter anderem 1964 bei einem Vorläufer des 24-Stunden-Rennens von Daytona teil.
Eduardo Dibós starb am 15. Oktober 1973 an einem Herzinfarkt.

## Statistik

### Einzelergebnisse in der Sportwagen-Weltmeisterschaft
| Saison | Team          | Rennwagen            | 1   | 2   | 3   | 4   | 5   | 6   | 7   | 8   | 9   | 10  | 11  | 12  | 13  | 14  | 15  | 16  | 17  | 18  | 19  | 20  |
| ------ | ------------- | -------------------- | --- | --- | --- | --- | --- | --- | --- | --- | --- | --- | --- | --- | --- | --- | --- | --- | --- | --- | --- | --- |
| 1958   |               | Mercedes-Benz 300 SL | BUA | SEB | TAR | NÜR | LEM | RTT |     |     |     |     |     |     |     |     |     |     |     |     |     |     |
| 1958   | DNF           | Mercedes-Benz 300 SL |     |     |     |     |     |     |     |     |     |     |     |     |     |     |     |     |     |     |     |     |
| 1964   | Eduardo Dibós | Ferrari 250 GT       | DAY | SEB | TAR | MON | SPA | CON | NÜR | ROS | LEM | REI | FRE | CCE | RTT | SIM | NÜR | MON | TDF | BRI | BRI | PAR |
| 1964   | Eduardo Dibós | Ferrari 250 GT       | 12  |     |     |     |     |     |     |     |     |     |     |     |     |     |     |     |     |     |     |     |
| 1969   | Eduardo Dibos | Alfa Romeo T33       | DAY | SEB | BRH | MON | TAR | SPA | NÜR | LEM | WAT | ZEL |     |     |     |     |     |     |     |     |     |     |
| 1969   | Eduardo Dibos | Alfa Romeo T33       | DNF |     |     |     |     |     |     |     |     |     |     |     |     |     |     |     |     |     |     |     |